# 525년

## 연호
- 남량(南梁) 보통(普通) 6년
- 북위(北魏) 정광(正光) 6년 / 효창(孝昌) 원년

## 기년
- 남량(南梁) 무제(武帝) 24년
- 북위(北魏) 효명제(孝明帝) 10년
- 신라(新羅) 법흥왕(法興王) 12년
- 고구려(高句麗) 안장왕(安臧王) 7년
- 백제(百濟) 성왕(聖王) 3년

## 탄생
- 백제 27대 국왕 위덕왕(威德王)